# Križevac (Stolac)
Križevac je brdo u središtu grada Stoca. 

## Ime
Brdo i stolačka Gradina nose ime Križevac, što je zabilježeno u zemljišnim knjigama još iz austrijskog doba. Hrvati katolici imenovali su brdo i Gradinu po križu kao znaku patnje i vlastita progonstva jer su mnogi kršćani u prošlim stoljećima zbog svoje vjere završavali svoj život u zloglasnom zatvoru na Starom gradu.

## Položaj
S Križevca se vidi Stolačko polje, rijeka Bregava i susjedna brda. Na istoku je Komanje brdo, na zapadu su Ošanjići, na sjeveru je Hrgud te uzvišenje Bačnik na jugu ka Hrasnu i Neumu.

## Antrogeografija
Na Križevcu je za vremena Rimljana sagrađen Stari grad, kako je utvrđeno arheološkim i povijesnim istraživanjima. Neki smatraju da ga je dao sagraditi rimski car – kršćanin Justinijan. Grad je zadržao važnost i u doba srednjovjekovnih hrvatskih humskih velikaša, iz kojeg ga vremena znamo kao Vidoški grad, nazvan po sv. Vidu. U osmansko vrijeme izgubio je obrambeno značenje i na tvrđavi brdu Križevcu bio je zatvor-mučilište za kršćane. U Austro-Ugarskoj opet postaje mjestom za vojne postrojbe. Od 2000. godine podignut je kameni oltar i križ u povodu 2000. Kristova rođenja,
Na Križevcu je napravljeno 14 postaja križnog puta.